# TVS (Poljska)
TVS (Telewizja Silesia, Telewizja Śląska) - je prva regionalna komercialna televizijska postaja v Šleziji. 
TVS je začela oddajati 29 marca 2008 ob 10:00, kot konkurenca TVP3 Katowice.

## Weblinki
- Spletna stran